# 로스트 라이언즈
《로스트 라이언즈》(영어: Lions for Lambs)는 2007년 개봉한 미국의 전쟁 드라마 영화이다.

## 출연진
- 로버트 레드퍼드
- 메릴 스트리프
- 톰 크루즈
- 마이클 페냐
- 앤드루 가필드
- 데릭 루크
- 피터 버그
- 케빈 던
- 크리스토퍼 칼리

## 기타 제작진
- 배역: 에이비 코프먼
- 미술: 얀 룰프스
- 세트: 레슬리 포프
- 의상: 메리 조프리스

## 같이 보기
- 테러와의 전쟁
- 레드 윙스 작전